# Conversión de coordenadas eclípticas a coordenadas ecuatoriales
Se trata de convertir coordenadas celestes de un tipo en otro.

## Las fórmulas
Las fórmulas para convertir las coordenadas eclípticas en coordenadas ecuatoriales son:
- {\displaystyle \sin \alpha \cos \delta =-\sin \beta \sin \epsilon +\cos \beta \cos \epsilon \sin \lambda \,} (1)

- {\displaystyle \cos \alpha \cos \delta =\cos \beta \cos \lambda \,} (2)

- {\displaystyle \sin \delta =\sin \beta \cos \epsilon +\cos \beta \sin \epsilon \sin \lambda \,} (3)

donde {\displaystyle \lambda \,}es la longitud celeste, {\displaystyle \beta \,}es la latitud celeste, {\displaystyle \epsilon \,}es la oblicuidad de la eclíptica y vale {\displaystyle \epsilon \,}=23º26', {\displaystyle \alpha \,}es la ascensión recta y {\displaystyle \delta \,}es la declinación

## El cálculo y resolución de las ambigüedades
Si dividimos la ecuaciones (1)/(2) se obtiene:
- {\displaystyle \tan \alpha ={\frac {-\tan \beta \sin \epsilon }{\cos \lambda }}+\cos \epsilon \tan \lambda \,} (1)/(2)

mediante la función {\displaystyle \arctan \,} se puede calcular {\displaystyle \alpha \,} la ascensión recta ambigua. Transformado {\displaystyle \alpha \,} a la primera vuelta, la ambigüedad se resuelve exigiendo que {\displaystyle \lambda \,} y {\displaystyle \alpha \,} sean del mismo cuadrante.
De la ecuación (3) se calcula {\displaystyle \delta \,} la declinación sin ambigüedad.

## Un applet en Java-Script
Un script de Java que hace esto es:
```
<SCRIPT LANGUAGE="JavaScript">
<!-- hide this script tag's contents from old browsers
function compute(form) {
    LG=eval(form.lond.value)
    LM=eval(form.lonm.value)
    LS=eval(form.lons.value)
    BG=eval(form.latg.value)
    BM=eval(form.latm.value)
    BS=eval(form.lats.value)
    with (Math) { 
	R =180/PI
	OB= 23.4333334/R   	
	EL=LG+LM/60+LS/3600
        ET=BG+BM/60+BS/3600
	RA =atan(tan(EL/R)*cos(OB)-tan(ET / R) * sin(OB)/cos(EL / R))
	if (RA <0) {
		RA = RA + 2 *PI
		}
	RA = RA * R
	DT = EL - RA
	if (DT < -90)  {
		RA = RA + 180
		}
	if (DT > 90)  {
		RA = RA + 180
		}
	if (RA > 360) {
		RA = RA - 360
		}
	RA = RA / 15
	DC = asin(sin(ET / R) * cos(OB)+cos(ET / R) * sin(OB)* sin(EL/ R))
	<!--conversion a hms de la ascension recta-->
	H=floor(RA);
	M=floor((RA - floor(RA)) * 60)
	S=((RA -floor(RA)) * 60 - M) * 60
	DC=DC*R;
	<!--conversion a g.ms de la declinacion-->
	D = abs(DC);
	if (DC>0) {
		G1=floor(D)
		} else {
		G1=(-1)*floor(D)
		}
	M1=floor((D - floor(D)) * 60)
	S1 = ((D - floor(D)) * 60 - M1) * 60
	if (DC<0) {
		M1=-M1;
		S1=-S1;
		}

    }
    form.arecta.value =RA;
    form.declin.value =DC;
    form.arh.value =H;
    form.arm.value =M;
    form.ars.value =S;
    form.dcg.value =G1;
    form.dcm.value =M1;
    form.dcs.value =S1;
    
     
}
// done hiding from old browsers -->
</SCRIPT>

```